# Vidnavská nížina
Vidnavská nížina je geomorfologický celek v jihovýchodní části Krkonošsko-jesenického podhůří, ležící v okrese Jeseník v Olomouckém kraji.

## Poloha a sídla
Celek se rozkládá zhruba v trojúhelníku mezi obcemi Bílá Voda (na severozápadě), Uhelná (na jihu) a Bernartice (na východě). Uvnitř celku leží město Javorník. Malá samostatná část Vidnavské nížiny oddělená od zbytku výběžkem Žulovské pahorkatiny leží severně od obce Velká Kraš

## Charakter území
Plochá pahorkatina složená z třetihorních a čtvrtohorních usazenin, v pleistocénu zaledněna pevninským ledovcem (zbytky ledovcových usazenin). Jsou zde náplavové kužely vodních toků stékajících z Rychlebských hor, sprašové hlíny, souvky, převážně pole. U obce Uhelná dříve těžba lignitu v dole Pelnář, nyní v oprámu koupaliště a chatová osada.

## Geomorfologické členění
Celek Vidnavská nížina (dle značení Jaromíra Demka IVD–1) náleží do oblasti Krkonošsko-jesenické podhůří. Dále se již nečlení ani na podcelky ani na okrsky.
Nížina sousedí s jedním celkem Krkonošsko-jesenického podhůří (Žulovská pahorkatina na jihu) a s jedním celkem Jesenické podsoustavy (Rychlebské hory na jihozápadě). Na severovýchodě je omezena česko-polskou státní hranicí.

## Nejvyšší bod
Jednotlivé zdroje uvádějí jako nejvyšší bod různé vrcholy. Některé jmenují vrch Písečník (290 m), jiné bezejmennou kótu 365 m či 326 m. Pokud platí vymezení celku v aplikaci MapoMat (AOPK ČR), je patrně nejvyšším bodem Vidnavské nížiny Spálený kopec (397 m).